# Лиса Бренан-Џобс
Лиса Никол Бренан-Џобс (девојачки Бренан; рођена 17. маја 1978) је америчка списатељица. Она је ћерка Стива Џобса и Кризан Бренан. Џобс је у почетку неколико година негирао очинство, што је довело до правног случаја и разних медијских извештаја. Лиса и Стив Џобс су се на крају помирили, а он је прихватио своје очинство. Касније радила као новинар и писац часописа. Пословни рачунар Apple Lisa, назван је по њој.

## Рани живот
Лиса Никол Бренан је рођена 17. маја 1978. изван Портланда.   Њена мајка, Кризан Бренан, и њен отац, Стив Џобс, први пут су се упознали у средњој школи у Купертину, 1972. године и имали су везу без прекида наредних пет година.   Године 1977, Џобс и Бренан су се преселили у кућу у близини канцеларије компаније у Купертину, где су сви радили.    У том периоду Бренан је затруднела са Лисом. Џобс, међутим, није преузео одговорност за трудноћу, због чега је Бренан прекинула везу, напустила њихов заједнички дом и издржавала се чишћењем кућа. 
Године 1978. Бренан се преселила да би се породила. Џобс није био присутан на рођењу бебе и појавио се само три дана касније након што га је Роберт Фридланд, власник фарме и Џобсов пријатељ са колеџа Рид, убедио да то учини. Бренан и Џобс су беби дали име Лиса. Џобс је по њој назвао компјутерски пројекат на којем је радио, Лиса. Убрзо након тога, Џобс је јавно негирао да је он отац детета. Тврдио је да Apple Lisa није добила име по њој, а његов тим је смислио фразу „Локална интегрисана системска архитектура“ као алтернативно објашњење за име пројекта.   Деценијама касније, Џобс је признао да је „очигледно добио име по мојој ћерки“. 

## Случај очинства и помирење
Након што је Лиза рођена, Џобс је јавно негирао очинство, што је довело до правног случаја. Чак и након што је тест очинства утврдио да је њен отац, он је задржао своју позицију.    Решење правног случаја захтевало је да Бренан обезбеди 385 долара месечно и да држави надокнади новац који је добила од социјалне помоћи. Након што је Џобс постао мултимилионер, повећао је исплату на 500 долара месечно.  Мајкл Мориц је интервјуисао Џобса, Бренан и низ других за специјално издање за особу године за 1982, објављено 3. јануара 1983. У свом интервјуу, Џобс је довео у питање поузданост теста очинства, који је открио да је „вероватноћа очинства за Џобса, Стивена... 94,1 одсто“.  Џобс је одговорио тврдњом да би „28% мушке популације Сједињених Држава могло да буде отац“.    Уместо да га прогласе „особом године“, како су он и многи други очекивали док су давали интервјуе, издање је названо „Машина године: компјутер се усељава“. 
Годинама касније, након што је Џобс напустио Apple, признао је Лису и покушао да се помири са њом. Кризан Бренан је написала да се „више пута извинио за своје понашање” њој и Лиси и „рекао да никада није преузео одговорност када је требало и да му је жао”.  Након помирења са њом, деветогодишња Лиса је желела да промени презиме и Џобс је био срећан и са олакшањем што је на то пристао. Џобс је законски променио њен родни лист, променивши њено име из Лиса Бренан у Лиса Бренан-Џобс.  Бренан приписује промену у Џобсу утицају Бренан-Џобсове новопронађене биолошке тетке, ауторке Моне Симпсон, која је радила на поправљању односа између Бренан-Џобса и њеног оца. 
Ипак, упркос помирењу између Џобса и Лисе, њихов однос је остао тежак. У својој аутобиографији, Лиса је испричала многе епизоде у којима Џобс није био одговарајући родитељ. Остао је углавном дистанциран, хладан и чинио је да се осећа непожељном; чак и до тога да је у почетку одбијала да плати школарину.  
Џобс је у свом тестаменту оставио Лиси вишемилионско наследство. 

## Образовање и каријера
Док је Бренан-Џобс живела са својом мајком, похађала је школу Нуева и средњу школу Лик Вилмердинг. Касније, након што се преселила код оца, похађала је средњу школу у Пало Алту.   Уписала се на Харвард 1996. године и годину дана студирала у иностранству на Кингсу.  Док је била студент на Харварду, писала је за The Harvard Crimson.  Дипломирала је 2000. године и потом се преселила на Менхетн да ради као писац. 

## Публикације
2018. је објавила Small Fry, мемоаре који детаљно описују њено детињство и сложен и понекад тежак однос који је имала са својим оцем.    

## У медијима
Бренан-Џобс је приказана у неколико биографија њеног оца, укључујући ауторизовану биографију Волтера Ајзаксона из 2011. Роман Моне Симпсон из 1996. Обичан човек је измишљени приказ заснован на причи о Бренан-Џобсу и њеним родитељима.  Приказана је у три биографска филма: Брук Радинг ју је тумачила у ТНТ ТВ филму Пирати из Силицијумске долине из 1999. У филму Стив Џобс из 2015. године, у режији Денија Бојла, Бренан-Џобс је у различитим годинама портретисан од стране Перле Хејни-Џардин, Рипли Собоа и Макензи Мос. Сценариста Арон Соркин рекао је да је са Бренан-Џобсом унапред разговарао о сценарију и да је она „хероина филма”. 

## Лични живот
Живи у Бруклину са супругом Билом и њиховим сином. 